# Station Potok Kraśnicki
Station Potok Kraśnicki is een spoorwegstation in de Poolse plaats Potok (Powiat Kraśnicki).